# Comutador de derivação

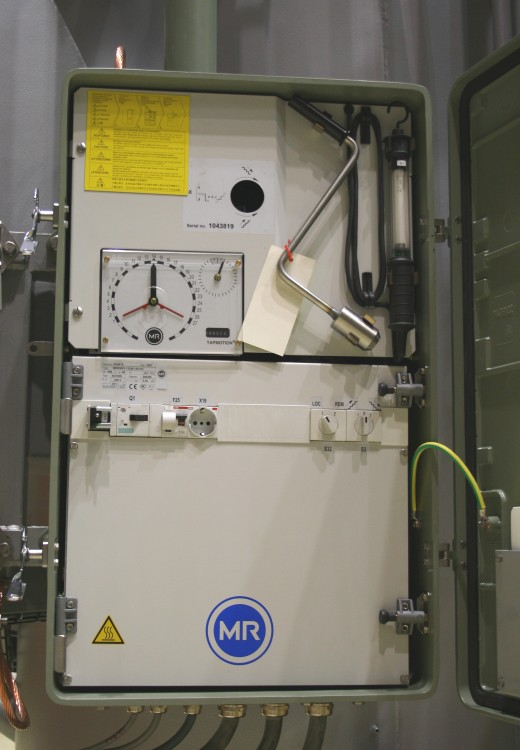
Unidade de acionamento motorizado de um comutador de derivação em carga.

Um comutador de derivação é um mecanismo eletromecânico em transformadores que permite que relações de espiras variáveis sejam selecionadas em etapas distintas. Isso é feito conectando-se a vários pontos de acesso conhecidos como derivações ao longo do enrolamento primário ou secundário.
Os comutadores de derivação existem em dois tipos principais,  comutadores de derivação sem carga (NLTC), que devem ser desenergizados antes que a relação de espira seja ajustada, e comutadores de derivação com carga (OLTC), que podem ajustar sua relação de espira com o equipamento energizado. A seleção de tap em qualquer comutador pode ser feita através de um sistema automático, como é frequentemente o caso do OLTC, ou de um comutador manual, que é mais comum para o NLTC. Os comutadores de derivação automáticos podem ser colocados em um enrolamento de tensão mais baixa ou mais alta, mas para aplicações de geração e transmissão de alta potência, os comutadores automáticos são frequentemente colocados no enrolamento do transformador de tensão mais alta (corrente mais baixa) para fácil acesso e para minimizar a carga de corrente durante a operação.